# Alex Skolnick
Alexander Nathan Skolnick (nacido el 29 de septiembre de 1968 en Berkeley, California) es un guitarrista estadounidense, conocido por ser miembro de la banda de thrash metal Testament. En el año 1993 dejó Testament, y en 1994 se unió a la banda Savatage para grabar Handful of Rain y un disco en vivo. Después de abandonar Savatage, Skolnick formó Attention Deficit una agrupación instrumental de jazz fusión junto a Tim Alexander (baterista de Primus) y Michael Manring. Luego formaría Alex Skolnick Trio.
En el año 2005, tras haber pasado varios años de que Alex dejó Testament, se une nuevamente a ella para una serie de conciertos, pero no fue hasta 2008 que lanzaron un nuevo álbum titulado "The formation of Damnation", el primero de la banda después de 10 años de inactividad.
Alex, durante sus primeros años de carrera endorsó con Ibanez siendo el modelo 540S el más habitual. Por un tiempo utilizó las guitarras Gibson, modelo Les Paul y hasta mediados de 2013 usó guitarras Heritage, de cuerpo semi-hueco y sólido en su trío de Jazz y con Testament. En 2009 Heritage sacó el primer modelo signature de Alex, basado en el modelo H 150/157, con micrófonos Seymour Duncan 59 y JB Jazz. A partir de septiembre de 2013 Skolnick se unió a la familia ESP y la compañía anunció para el 2014 el lanzamiento de los modelos ESP y LTD signature Alex Skolnick.
Ha participado en Trans-Siberian Orchestra. En el año 1995 tocó junto a Ozzy Osbourne y en 2004 hizo una aparición con Lamb of God en el álbum Ashes of the Wake. En el 2009 grabó junto con Rodrigo y Gabriela la canción titulada "Atman" en la cual efectúa un solo de guitarra eléctrica, tocándola también en vivo.

## Discos de estudio

### Testament
| Año  | Disco                      |
| ---- | -------------------------- |
| 1987 | The Legacy                 |
| 1988 | The New Order              |
| 1989 | Practice What You Preach   |
| 1990 | Souls of Black             |
| 1992 | The Ritual                 |
| 2001 | First Strike Still Deadly  |
| 2008 | The Formation of Damnation |
| 2012 | The Dark Roots of Earth    |
| 2016 | Brotherhood of the Snake   |
| 2020 | Titans of Creation         |

### Savatage
| Año  | Disco           |
| ---- | --------------- |
| 1994 | Handful of Rain |

### Attention Deficit
| Año  | Disco             |
| ---- | ----------------- |
| 1998 | Attention Deficit |
| 2001 | The Idiot King    |

### Alex Skolnick Trío
| Año  | Disco                                              |
| ---- | -------------------------------------------------- |
| 2002 | Goodbye to Romance: Standards for a New Generation |
| 2004 | Transformation                                     |
| 2007 | Last Day in Paradise                               |
| 2011 | Veritas                                            |
| 2018 | Conundrum                                          |

### Colaboraciones
| Año  | Artista                | Disco                                | Notas                                        |
| ---- | ---------------------- | ------------------------------------ | -------------------------------------------- |
| 1994 | Michael Manring        | Thoṅk                                | Tracks 4 y 7                                 |
| 2004 | Lamb of God            | Ashes of the Wake                    | Segundo solo en la canción Ashes of the Wake |
| 2005 | Ofri Eliaz             | Ya salió de la mar - Ladino Songs    | Coproducción, guitarras                      |
| 2005 | Rodrigo y Gabriela     | Track 10: Atman                      |                                              |
| 2008 | Numbers From The Beast | An All Star Salute to Iron Maiden    | Guitarra líder en Wrathchild                 |
| 2011 | Acrassicauda           | Only the Dead See the End of the War | EP - Producción                              |